# Glorified G
«Glorified G» — пісня американського рок-гурту Pearl Jam, що вийшла у 1993 році на альбомі Vs.
Пісня «Glorified G» («Прославлена З») з'явилася в студії під час запису другого альбому Pearl Jam. Вокаліст гурту Едді Веддер дізнався, що барабанщик Дейв Абруццезе придбав зброю. Абруццезе, який був родом з Техасу, де носіння зброї є звичайною справою, не бачив в цьому нічого поганого і запевняв, що це не автомат Калашникова, а лише «прославлена версія дробової рушниці». Веддер все одно був розлючений та написав політично забарвлений текст, в якому саркастично розповідалось про людину, що придбала зброю і через це вважає себе занадто мужньою. Вважається, що цей інцидент став одним з каталізаторів конфлікту між Веддером та Абруццезе, внаслідок якого невдовзі барабанщик залишив гурт. Музику до пісні написали гітаристи Стоун Ґоссард та Майк Маккріді. Вона містить елементи кантрі-музики, гітарні павер-акорди в стилі Grand Funk Railroad, а партія бас-гітари виконується на вертикальному басі.
Вперше «Glorified G» прозвучала наживо 16 червня 1993 року на концерті в Міссулі. Пісня не виходила окремим комерційним синглом, але все одно потрапила до ротації радіостанцій. В лютому 1994 року вона провела тиждень в хіт-параді Billboard Mainstream Rock, посівши 39 місце. За весь час Pearl Jam виконували «Glorified G» на концертах понад 130 разів.